# Хамид ел Махдави
Хамид Ел Махдави (Кничет, 1. јануар 1979) марокански је новинар и активиста. Оснивач је и главни уредник веб-портала Badil.info. Дана 20. јула, ел Махдави је ухапшен у Ал Хосеими, а касније је осуђен на три месеца затвора и новчану казну у износу од 20.000 дирхама због свог активизма у Хирак Рифу.

## Биографија
Хамид ел Махдави је рођен 1. јануара 1979, у мароканском граду Кничет, североисточно од Рабата. Живео је у више градова у којима је студирао и радио. Након рада у неколико локалних новина, одлучио је да оснује сопствену веб-страницу Badil.info 2014. године.

## Суђења и хапшења
Хамид ел Махдави је у више наврата хапшен и осуђиван на новчане казне.
У јулу 2017. године осуђен је на затворску казну и новчану казну због „подстицања на учешће у забрањеном протесту„ и „кршења закона кроз говоре и викање на јавним местима” везаним за покрет Хирак Риф.